# Erjos de El Tanque
Erjos de El Tanque es una de las entidades de población que conforman el municipio de El Tanque, en la isla de Tenerife —Canarias, España—.

## Geografía
El barrio se encuentra a una altitud media de 1005 m s. n. m., a una distancia de unos 6 km del casco urbano de El Tanque, hallándose urbanísticamente unido al barrio de Erjos del municipio de Los Silos, estando separados por la calle de La Unión.
Erjos de El Tanque cuenta con la iglesia parroquial de La Sagrada Familia, un centro cultural, una plaza pública y un parque infantil, así como con un polideportivo municipal. Aquí se ubica además una sede del servicio de emergencias de las Brigadas Forestales BRIFOR.
Parte de la superficie del barrio se encuentra dentro del espacio natural protegido del parque rural de Teno.

## Demografía
| Año        | 2000 | 2005 | 2010 | 2015 | 2020 | 2021 |
| ---------- | ---- | ---- | ---- | ---- | ---- | ---- |
| Habitantes | 221  | 164  | 156  | 136  | 164  | 165  |

## Comunicaciones
Se accede al barrio por la carretera TF-82, de Icod de los Vinos a Armeñime.

### Transporte público
En autobús —guagua— queda conectado mediante las siguientes líneas de TITSA:
| Línea | Trayecto                                                                | Recorrido     |
| ----- | ----------------------------------------------------------------------- | ------------- |
| 325   | Puerto de la Cruz - Acantilados de Los Gigantes (por Icod de los Vinos) | Horario/Línea |
| 360   | Icod de los Vinos - Puerto de Erjos                                     | Horario/Línea |
| 392   | Icod de los Vinos - Puerto de Erjos (por El Tanque)                     | Horario/Línea |
| 460   | Icod de los Vinos - Costa Adeje (por Guía de Isora)                     | Horario/Línea |